# アルスナル国営航空工廠

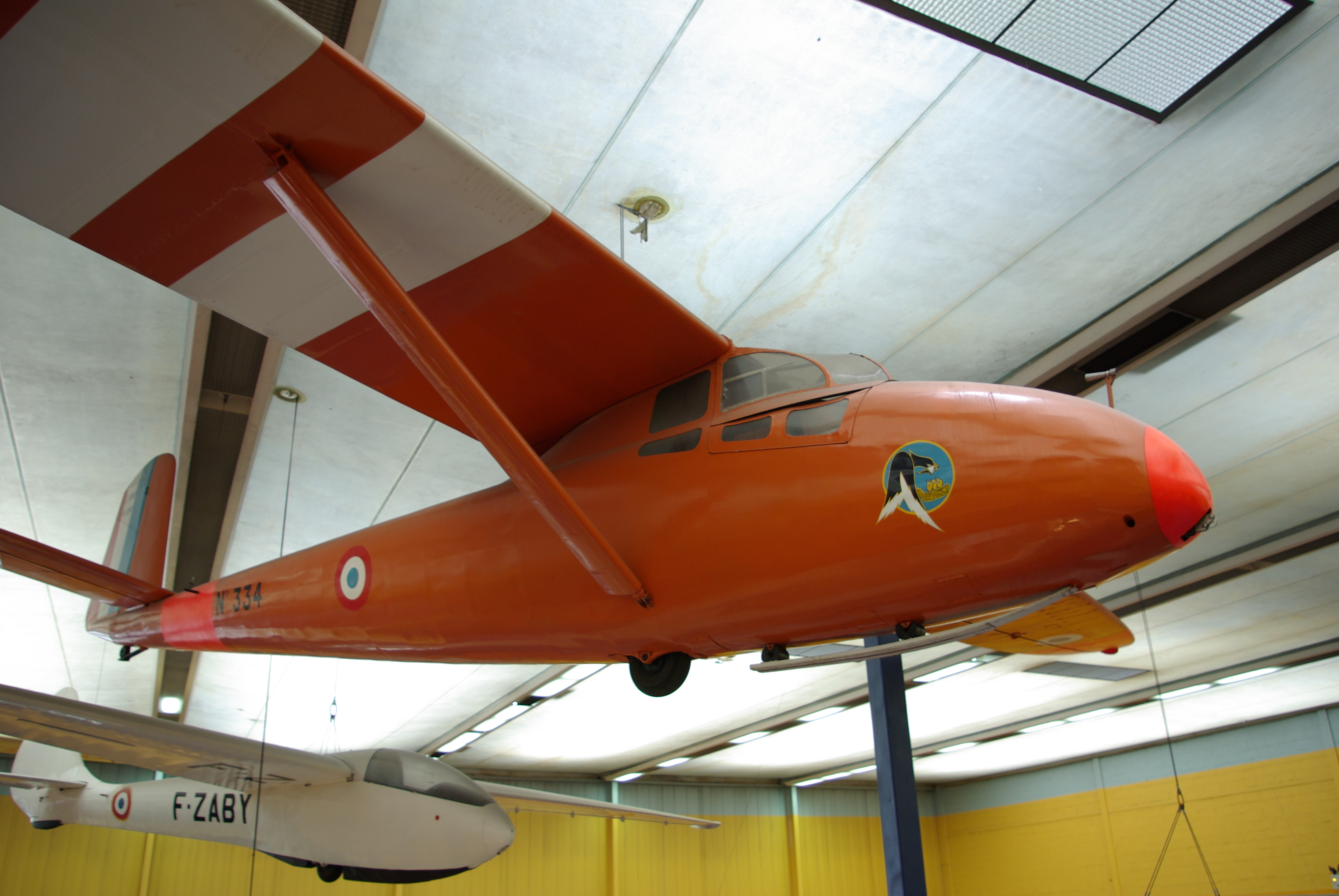
Air 100

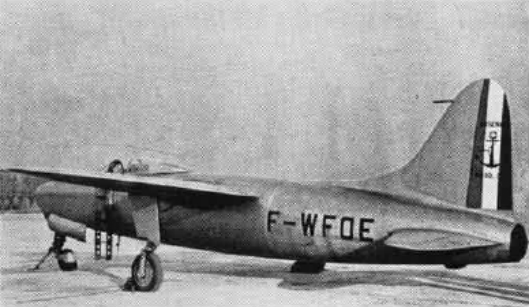
アルセナル VG 90

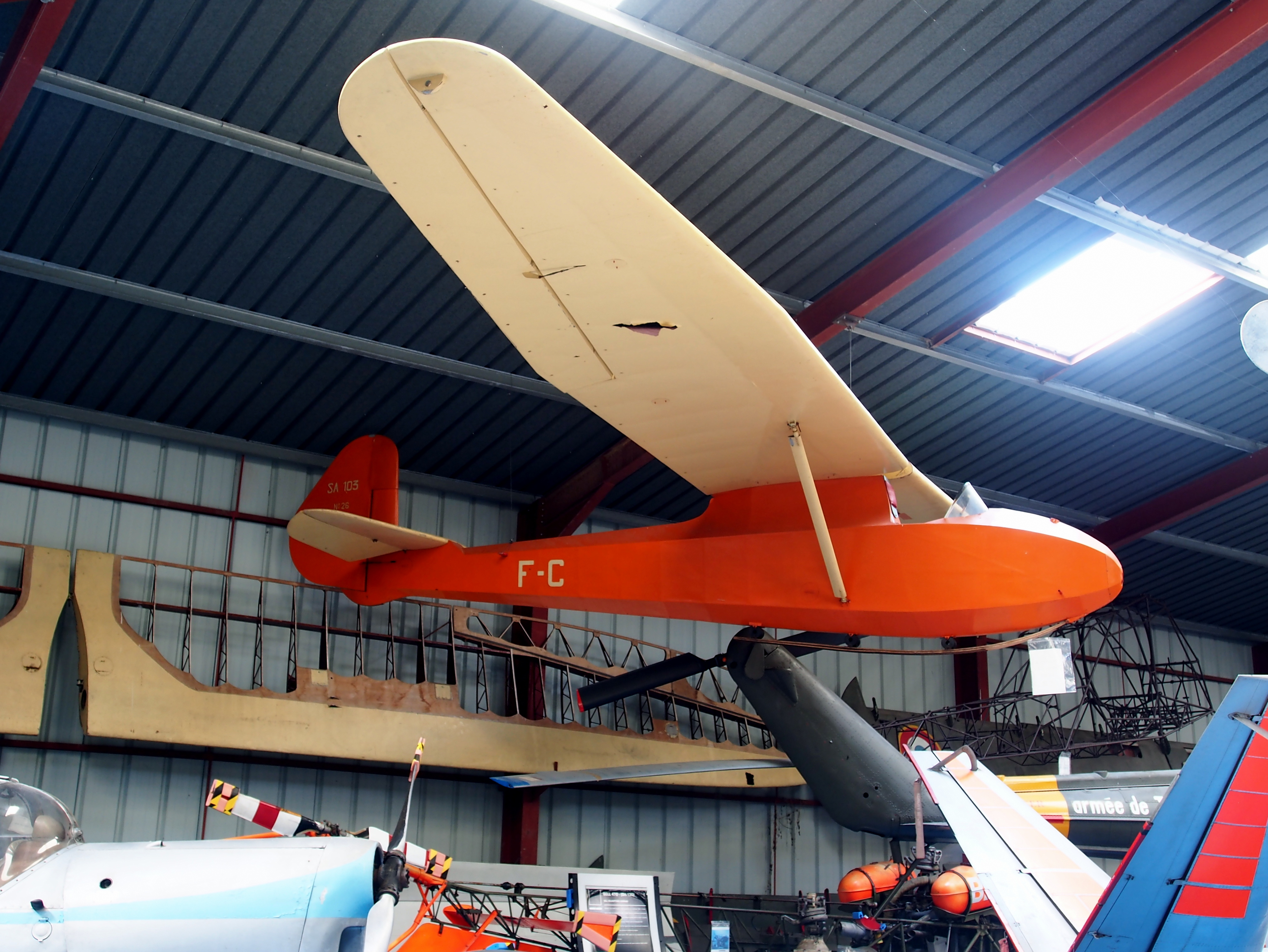
SA.103

アルスナル国営航空工廠（Arsenal de l'aéronautique）は、かつてフランスに存在した航空機メーカー。
1936年にフランスの軍需産業の国営化に伴って設立された。
第二次世界大戦後の1952年に民営化されSFECMAS (la Société Française d’Etude et de Constructions de Matériel Aéronautiques Spéciaux) となり、1954年にSNCAN (Société nationale de constructions aéronautiques du Nord：北方航空機製造公社)と統合されてノール・アビアシオン（Nord-Aviation 、北方航空事業）になった。ノール・アビアシオンはシュド・アビアシオン（Sud-Aviation：南方航空事業）と1970年に合併し、アエロスパシアルになった。さらに国際的なコンソーシアムのエアバスをブリティッシュ・エアロスペース、DASAと設立して、最終的には2000年7月10日にドイツのDASAとスペインのCASAと合併して共同会社EADSとなった。EADSはエアバスの親会社である。
戦闘機や滑空機など多様な機体を開発した。それらの伝統はノール・アビアシオンに受け継がれた。
1949年にフランス海軍航空隊向けにSNCAC NC 1080とノール 2200に対抗して開発されたアルセナル VG 90艦上戦闘機は試験飛行で墜落して中止された。

## 機体リスト
- アルスナル O.101
- アルスナル VB 10
- VG 30, VG 31, VG 32, VG 33, VG 34, VG 35, VG 36, VG 37, VG 38, and VG 39
- VG 40
- VG 50
- アルスナル VG 70
- アルスナル VG 80
- アルスナル VG 90
- アルスナル-Delanne 10